# NGC 3440
NGC 3440 este o infrared source⁠(d) situată în constelația Ursa Mare. A fost descoperită în 8 aprilie 1793 de către William Herschel. Se află la o distanță de 38,73 de megaparseci de Pământ.